# Marie-Luise Vollbrecht
Marie-Luise Vollbrecht (* 1989 oder 1990) ist eine deutsche Doktorandin der Biologie an der Humboldt-Universität zu Berlin. Sie wurde durch Medienberichte bekannt, als ihre Universität im Juli 2022 ihren für die Lange Nacht der Wissenschaften geplanten Vortrag zum Thema biologisches Geschlecht nach Kritik absagte.

## Werdegang
Vollbrecht studierte von 2011 bis 2016 Biologie an der Philipps-Universität Marburg. Dort erwarb sie den Bachelor of Science in Biologie und 2016 einen Master of Science in Biodiversität und Naturschutz. Nach ihrem Abschluss arbeitete sie bis 2018 am Helmholtz-Zentrum für Ozeanforschung Kiel. Seit 2018 ist sie Doktorandin am Institut für Biologie, Sektion Verhaltensphysiologie der Humboldt-Universität. Ihr Hauptforschungsinteresse „gilt der Erforschung der Auswirkungen von Umweltstressoren auf die Physiologie von Organismen“. In ihrer Dissertation will sie „die Folgen von Sauerstoffmangel für die Zellproliferation der Gehirnzellen, die Neurogenese und kognitive Leistungsfähigkeit bei schwach elektrischen Fischen untersuchen“.

## Eklat um Vortrag über Geschlecht 2022
Am 1. Juni 2022 veröffentlichte Welt Online den Gastbeitrag einer Gruppe von Autoren, darunter Vollbrecht, in dem diese kritisierten, dass in Sendungen des öffentlich-rechtlichen Rundfunks die „wissenschaftliche Erkenntnis der Zweigeschlechtlichkeit infrage gestellt“ und Fehlinformation der „Vielgeschlechtlichkeit“ verbreitet würden. Der Artikel rief Kritik in verschiedenen Medien hervor und wurde von Teilen der LGBT-Bewegung als „Hetze gegen geschlechtliche Minderheiten“ verurteilt. Der Deutsche Presserat wies jedoch Beschwerden, dass der Artikel transfeindlich sei, als unbegründet zurück.
Am 2. Juli 2022 sollte Vollbrecht die Gelegenheit erhalten, in der Langen Nacht der Wissenschaften an der Humboldt-Universität vor einem geladenen Laienpublikum ihren Vortrag Geschlecht ist nicht (Ge)schlecht – Sex, Gender und warum es in der Biologie zwei Geschlechter gibt zu halten. Der arbeitskreis kritischer Jurist*innen an der Humboldt-Universität zu Berlin kündigte Proteste gegen Vollbrechts Vortrag an, weil die im Titel vertretene Aussage, in der Biologie gebe es nur zwei Geschlechter, nicht nur unwissenschaftlich sei, sondern auch „menschenverachtend und queer- und transfeindlich“. Daraufhin entschied die Universität, den Vortrag aufgrund von Sicherheitsbedenken abzusagen. Sie bot Vollbrecht an, ihren Vortrag bei einer separaten Podiumsdiskussion zu halten. Vollbrecht veröffentlichte ihren Vortrag zunächst auf YouTube. Am 6. Juli äußerte sie sich in einem Gastbeitrag in der Zeit zu den Vortragsinhalten. Aus ihrer Sicht zeige der Vorfall, „mit welchen radikalen Mitteln Genderideologen vorgehen“. Am 14. Juli 2022 hielt sie den Vortrag in der Universität, nahm aber an der anschließenden Diskussion nicht teil, da das Podium ihrer Meinung nach unausgewogen sei und weil ihr Vortrag „nicht kontextualisiert werden müsse“. Die Podiumsrunde bestand aus mehreren Vertretern der Universität und der zugeschalteten Bundesministerin für Bildung und Forschung Bettina Stark-Watzinger.
Während einige Kommentare die Auseinandersetzung als Beispiel für Cancel Culture und eine Einschränkung der Wissenschaftsfreiheit bewerteten, ordneten andere sie als Teil eines Kulturkampfes um Fragen der Geschlechterordnung und um die Rechte von Trans-Personen ein.
In einer Pressemitteilung hatte die Humboldt-Universität Berlin die Absage des Vortrags Vollbrechts begründet und sich von ihr distanziert. Dabei hatte sie (die Universität) zu Unrecht den Eindruck erweckt, Vollbrecht „bewege sich mit ihren Meinungen in ihrer Gesamtheit außerhalb des Leitbildes und der Werte der“ Universität. Diese Distanzierung und die damit verbundene Wertung wurden vom Berliner Verwaltungsgericht im Dezember 2023 für rechtswidrig erklärt. Es fehle eine tragfähige tatsächliche Grundlage. Daher untersagte es der Humboldt-Universität Berlin, Teile dieser Pressemitteilung weiterzuverbreiten. Die Universität legte keine Beschwerde ein. Jost Müller-Neuhof kritisierte die Humboldt-Universität Berlin im Tagesspiegel, sich nicht bei Vollbrecht entschuldigt zu haben.